# Alonso de Figueroa y Córdoba
Alonso de Figueroa y Córdoba (*¿1589? España - †1652); militar español que, en tiempos del reinado de Felipe IV, desempeñó el cargo de capitán general y gobernador de Chile, además de presidente de su Real Audiencia. Su gobierno del reino de Chile se extendió por 13 meses, entre abril de 1649 y mayo de 1650. Asumió tras el aparente envenenamiento del gobernador Martín de Mujica y Buitrón.

## Antecedes familiares
Hijo de Andrés de Argote y Figueroa, quien fuera alcalde por el Estado Noble de Posadas (1594) y Teniente de Alguacil Mayor de Sevilla; y de María Ramírez Cabeza de Vaca.
Nieto de Gómez de Figueroa, señor de Belmonte, 24 de esa ciudad, de la histórica familia andaluza de este apellido, de la casa del Señorío de Aguilar y Cabra, por las armas de su linaje.
Su familia provenía por varonía de Domingo Muñoz, adalid o maestre de campo General del rey Fernando III el santo de Castilla, participando en las tomas de la ciudad de Córdoba en 1236 y de Sevilla en 1248, obteniendo repartimientos en ambas; los descendientes de Domingo Muñoz por varonía usaron, en buen número, el apellido Córdoba o Fernández de Córdoba, linaje nobiliario perteneciente a la Casa de Córdoba. En el caso de la rama chilena el apellido Córdoba y Figueroa o Figueroa y Córdoba surgió del matrimonio realizado a fines del siglo XV por Ruy Fernández de Córdoba, señor de Fuencubierta, con Teresa Suárez de Figueroa, perdurando en Chile finalmente el apellido Figueroa.
Ruy Fernández de Córdoba, hijo tercero de Ruy Fernández de Córdoba el Viejo, y de su mujer Mayor Martínez de Tamayo, fue caballero de mucha representación, I señor del mayorazgo de Fuencubierta y veinticuatro de Córdoba. Casó con Teresa Suárez de Figueroa, hija mayor de Gómez Suárez de Moscoso, caballero de la Orden de Santiago, comendador de Azuaga, y de Beatriz Sánchez de Melo, señora de la Lapa, el Carrascal y las Bejaranas, hija de Garci Sánchez de Badajoz, señor de Villanueva de Barcarrota, alcalde mayor de Badajoz, y de Mencia Vásquez de Goes, nieta paterna del comendador Suero Vásquez de Moscoso, señor de los Molares, veinticuatro de Sevilla, y de Teresa Suárez de Figueroa, su primera mujer, hermana entera de Lorenzo Suárez de Figueroa, maestre de Santiago, progenitor por varonía legítima de los Excelentísimos Duques de Medinacelli, y de otras grandes casas.
La familia Córdoba y Figueroa o Figueroa y Córdoba se radicó en Concepción en sus primeras generaciones. 
Contrajo matrimonio alrededor de 1630 con Antonia Salgado de Rivera, hija de Francisco Salgado de Rivera y de Petronila Barba, con quien tuvo varios hijos entre los que se destaca a Alonso de Córdoba-Figueroa y Salgado de Rivera, quien era dueño de la estancia de Tomeco en la jurisdicción de Rere o Yumbel, donde parte de sus descendientes vivían aún a mediados del siglo XIX.

## Antes de ser gobernador
Natural de Córdoba, España fue soldado en la ciudad de  Lisboa, Portugal.
Rindió información de nobleza en su ciudad natal el 6 de octubre de 1604 y se reclutó el 12 de noviembre del mismo año.
Llegó a Chile a la edad de 16 años, en 1605, como parte de los refuerzos militares traídos desde la península ibérica por el general Antonio de Mosquera en la compañía del capitán Bartolomé Páez Clavijo, en el socorro de los mil hombres para apoyar la Guerra de Arauco.  
Desde entonces escaló todos los grados del ejército de la frontera mapuche. Fue alférez y capitán de infantería y de caballos; 
Fue designado como castellano en el Fuerte de Arauco, llegando a ser comisario general de la caballería, sargento mayor del reino hasta alcanzar el de maestre de campo en 1625 y maestre general.
Fue el principal protagonista de la batalla de Picolhue, cerca del fuerte de Arauco en 1630, donde sobrevive tras perder su caballo y sale con muchas heridas, una de ellas le traspasó el muslo. En esta batalla los españoles tuvieron 43 pérdidas entre muertos y cautivos, mientras que los indígenas solo cuatro bajas. Entre los muertos están el capitán Juan de Morales y el agrimensor del reino Ginés de Lillo.
Posteriormente, fue nombrado corregidor de la ciudad de Concepción.
Después de 46 años de servicios políticos y militares viajó a Lima para ser premiado, regresó a Chile tal como se fue en compañía de su primo el gobernador Luis Fernández de Córdoba y Arce.
Según Diego Barros Arana, fue uno de los pocos que no se contaminó en actos polémicos y corruptos ocurridos en anteriores administraciones. 
El obispo de Concepción Zambrana y Villalobos en memorial al Rey, dice que Córdoba y Figueroa "era un valiente caballero, de gran experiencia y buen criterio, estricto cumplidor de sus deberes y cuyo parecer siempre prevaleció en las juntas militares".
El gobernador Martín de Mujica y Buitrón le brindó su confianza, nombrándolo poco antes de morir en el puesto clave de gobernador de la ciudad de Valdivia.
Por nombramiento del Virrey, Marques de Mancera sirvió como presidente del reino tras la muerte del gobernador Martín de Mújica y Buitrón en abril de 1649, en cuyas funciones permaneció hasta marzo de 1650.
Fue nombrado presidente del nuevo reino de Granada, sin embargo, falleció antes de recibir su título. 
Casó por 1630 con Antonia Salgado de Ribera, hija legítima del capitán Francisco Salgado de Ribera, nacido en España, y de Petronila Barba, nacida en Concepción. Fue padre de Alonso de Córdoba-Figueroa y Salgado de Ribera, gobernador de las armas del puerto de Valparaíso, corregidor de Concepción, maestre de campo general del ejército y dueño de la estancia de Tomeco.

## Gobierno
Su nombramiento como gobernador de Chile fue uno de los últimos actos administrativos del virrey del Perú Pedro Álvarez de Toledo y Leiva, Marqués de Mancera, quien remitió a Chile una lista de tres posibles nombres. Siendo Figueroa el único vivo de entre los nominados, fue formalmente investido en Concepción en mayo de 1649.
Aparentemente dispuesto a poner en marcha una nueva campaña militar contra los mapuches se comunicó con el Perú pidiendo mayores recursos. En tanto, en Lima había asumido el virrey García Sarmiento de Sotomayor, II Conde de Salvatierra, quien decidió no confirmar a Figueroa en su puesto por julio del mismo año de 1649.
Este rechazo desalentó a Figueroa de sus proyectos más ambiciosos. Pero la continuación de las hostilidades le obligó pronto a poner columnas militares en movimiento. El 24 de diciembre un fuerte cercano a Valdivia fue asaltado por los indígenas comarcanos, guiados por un español desertado del ejército. El ataque fue un éxito mapuche, pues casi toda la guarnición murió. Los que salvaron la vida fueron tomados prisioneros y la empalizada, fue incendiada. Más al sur, el jesuita Agustín Villaza era secuestrado. 
Figueroa movió tropas en los alrededores de Valdivia y Boroa. Además, desembarcó una fuerza respetable en Carelmapu, bajo el mando del recién nombrado gobernador de Chile, Ignacio de la Carrera Iturgoyen, con instrucciones de adentrarse en el continente y enfrentar a las tribus de Osorno. 
Esta era la situación del reino cuando el 4 de mayo de 1650 atracó el barco que traía al gobernador titular, Francisco Antonio de Acuña Cabrera y Bayona. Terminaba entonces el gobierno de Figueroa.
| Precedido por: Martín de Mujica y Buitrón 1646-1649 | Gobernador de Chile 1649-1650 | Sucedido por: Francisco Antonio de Acuña Cabrera y Bayona 1650-1656 |